# Guènrikh Wagner
Guènrikh Màtussavitx Wagner, en belarús Генрых Матусавіч Вагнер (Żyrardów, Polònia, 2 de juliol de 1922 - Minsk, Belarús, 15 de juliol de 2000), fou un compositor i professor belarús.

## Biografia
Va estudiar al Conservatori de Varsòvia tocant el piano (1936 - 1939). El 1939 mentre travessava la frontera va ser arrestat, va treballar en una serradora i va construir un ferrocarril, però per coincidència va arribar a Minsk i va ingressar al Conservatori de Minsk, on va estudiar composició amb Vassili Zolotariov i a la mateixa classe que Mieczysław Weinberg. Després de l'atac de l'Alemanya nazi a l'URSS, va fugir per Moscou a Saratov i després a Dushanbe, on es va formar el Primer Teatre del Front.
El 1944 va tornar a Minsk com a director d'orquestra i es va unir a un equip d'artistes belarussos. El 1947 es va casar amb l'actriu Tatiana Alexeeva. Es va graduar al Conservatori belarús el 1948 amb una llicenciatura en piano per RI Sharshevsky i el 1954 amb un títol en composició per AV Bogatyrov. Va treballar com a director de la ràdio belarussa.
Des de 1962 va exercir a l'Institut Pedagògic de Minsk al Departament d'Educació Musical. El 1963 - 1973 va ser Secretari executiu del Consell de la Unió de Compositors de Belarús